# Franja Autonomista
La Franja Autonomista fue un movimiento estudiantil y político de raigambre autonomista que existió en la Universidad Austral de Chile. La Franja Autonomista estuvo al mando de la Federación de Estudiantes (FEUACH) por varios periodos consecutivos.
La franja estuvo fuertemente ligada a La Surda, siendo un importante referente para el movimiento autonomista a nivel nacional.

## Historia
La Franja Autonomista, comúnmente llamada La Franja, nace en la Universidad Austral de Chile a partir de la fusión de dos colectivos estudiantiles: "El Puente" (Pueblo Entre Estudiantes) y el "SITUMA" (Si Tuviera un Martillo). "El Puente" tenía a su vez una fuerte influencia de "La Surda", organización política de izquierda chilena que emerge en los años 90'.

A partir de la fusión de estos colectivos, se forma una asamblea donde comienzan a participar una gran cantidad de estudiantes. De especial importancia, son los estudiantes de la Facultad de Ingeniería, que pasan a transformarse en el gran bastión del movimiento. Entre los años 2000 al 2003 La Franja alcanzaría una gran popularidad entre los estudiantes, ganando ininterrumpidamente todas las elecciones de la Federación de Estudiantes, y relegando a un papel menor a las fuerzas políticas tradicionales.

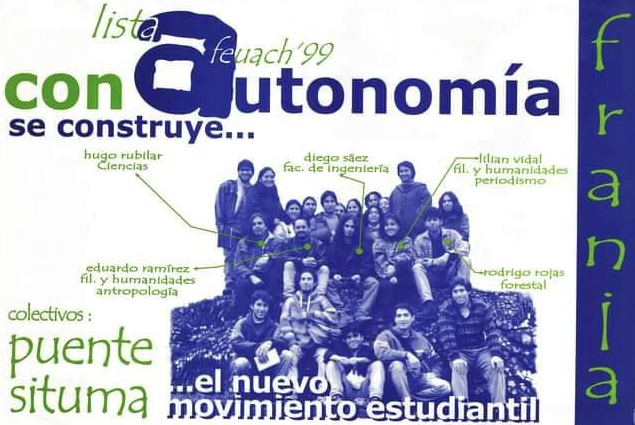
Afiche Campaña 1999. Imagen tomada en Yanquilandia, Campus Isla Teja de la Universidad Austral de Chile, era la locación elegida para la mayoría de los Afiches de campaña de l@s Autónomos de la Austral

Crearon su propio periódico llamado "La Honda, esa que derriba gigantes"..., en alusión al Rector la Universidad Austral de le época; Manfred Max Neef; con quien desarrollaron una relación de amor y odio, con diferentes discusiones políticas por los derechos estudiantiles.

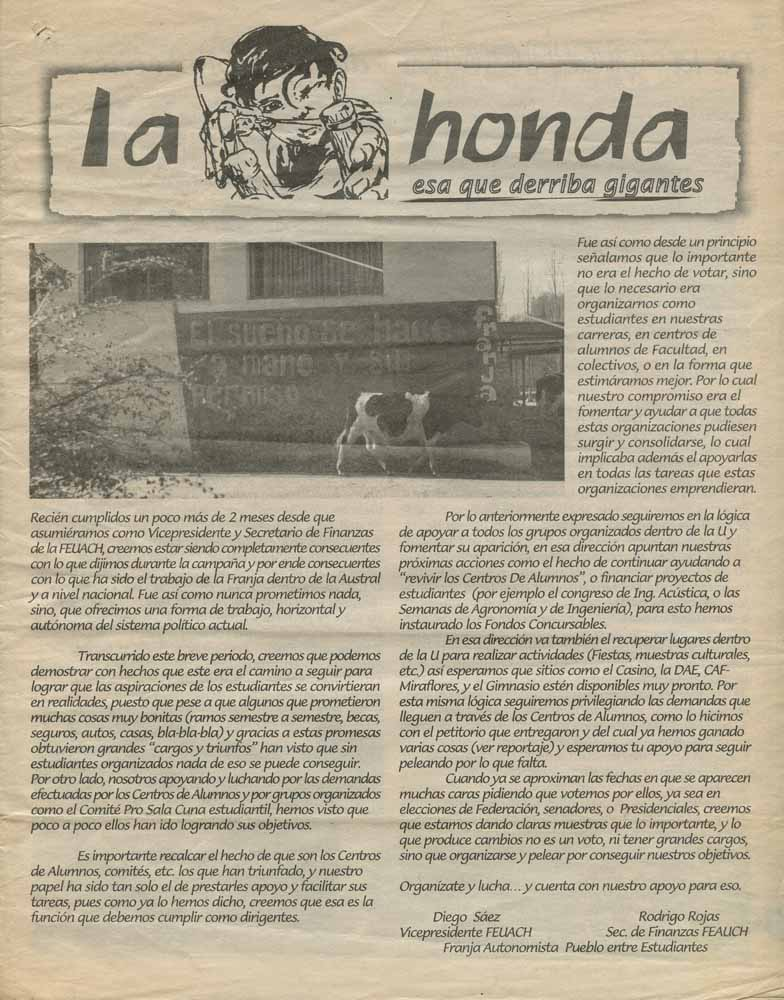
La Honda - Revista Franja Autónoma.

En los años posteriores, la Franja fue cambiando de nombre pasándose a llamar: "Asamblea de Estudiantes Autónomos", "Estudiantes Autonomistas" o simplemente "Los Autónomos". Estos grupos mantendrían el liderazgo de la Federación, completándose 10 años de FEUACH Autonomista. El año 2008, tras un gran desgaste y una importante perdida de apoyo de los estudiantes, así como desavenencias entre sus integrantes, el movimiento autonomista deja de existir de forma organizada.
Luego de su disolución, algunos exintegrantes del autonomismo concurrieron a la formación de diversas organizaciones tales como Izquierda Autónoma.

## Federación de Estudiantes de la Universidad Austral de Chile (FEUACH)
Luego de varios años de desintegración política en el movimiento estudiantil universitario en la Universidad Austral de Chile, con la retirada de los partidos tradicionales y la imposibilidad de alcanzar un quorum que validara elecciones, la Federación de Estudiantes de la UACh (FEUACH) se reorganiza (a comienzos del año 1999). Resultado electo en la presidencia Movimiento Gremialista (Derecha). "La Franja" ocupa el segundo lugar, quedándose con la Vicepresidencia. Desde la Vicepresidencia de la FEUACH ocupada por Diego Sáez Trumper, la Franja comienza a organizar diversas protestas contra la situación de los estudiantes de la Universidad Austral. Se logran una serie de mejoras en la Infraestructura del Campus Miraflores y una Sala Cuna Estudiantil.
A fines del año 1999 se organizan nuevas elecciones, donde contando con casi el 100% de apoyo de la Facultad De Ingeniería, Diego Sáez resulta elegido Presidente de la FEUACH, luego sería reelecto en dos oportunidades más. "La Franja" mantendrá la presidencia de la FEUACH siendo representada luego por Pablo Moya Nuñez. Posteriormente, la Franja pasará a llamarse "Asamblea de Estudiantes Autónomos", manteniendo la presidencia de la FEUACH hasta el año 2008.
Presidentes:
- Diego Sáez (2000-2002)

- Pablo Moya (2003)

- Mauricio Barría (2004)

- Víctor Rojas (2005)

- César Sandoval (2006-2007)

- Rodrigo Leiva (2008)